# حزمة إلكترونية نسبوية
الحزمة الإلكترونية النسبوية (بالإنجليزية: Relativistic electron beams)‏ هي تيار من الإلكترونات تتحرك بسرعة نسبية. فهي وسيلة في ليزر الإلكترون الحر يتم استخدامه في البحوث التي تجري في الغلاف الجوي لكيانات مشابهة مثل بيئة المحيطات ومختبر أبحاث الغلاف الجوي في جامعة هاواي ووكالة ناسا.
وقد ألمح إلى أنه يمكن أنه يمكن استخدام تلك الحزمة النسبوية في تسخين وتسريع كتلة رد الفعل في محركات الصواريخ الكهربائية كما اسماها الدكتور روبرت بوسارد بمحركات التفريغ الكهربائي الصامتة.